# Monochamus convexicollis
Monochamus convexicollis là một loài bọ cánh cứng trong họ Cerambycidae.